# Phaedyma adonara
Phaedyma adonara är en fjärilsart som beskrevs av John Nevill Eliot 1969. Phaedyma adonara ingår i släktet Phaedyma och familjen praktfjärilar. Inga underarter finns listade i Catalogue of Life.